# Верняев, Олег Юрьевич
Оле́г Ю́рьевич Верня́ев (укр. Олег Юрійович Верняєв; род. 29 сентября 1993 года, Донецк, Украина) — украинский гимнаст, олимпийский чемпион 2016 года на брусьях, чемпион мира 2014 года на брусьях, семикратный чемпион Европы, трехкратный чемпион Европейских игр.

## Биография
Родился в 1993 году в Донецке. В 2012 году стал серебряным призёром чемпионата Европы, а на Олимпийских играх в Лондоне занял 4-е место в командном многоборье, и 11-е — в личном. В 2013 году завоевал серебряную и две бронзовых медали Универсиады, а также бронзовую медаль чемпионата Европы. В 2014 году стал обладателем золотой медали чемпионата мира, а также золотой и двух бронзовых медалей чемпионата Европы.

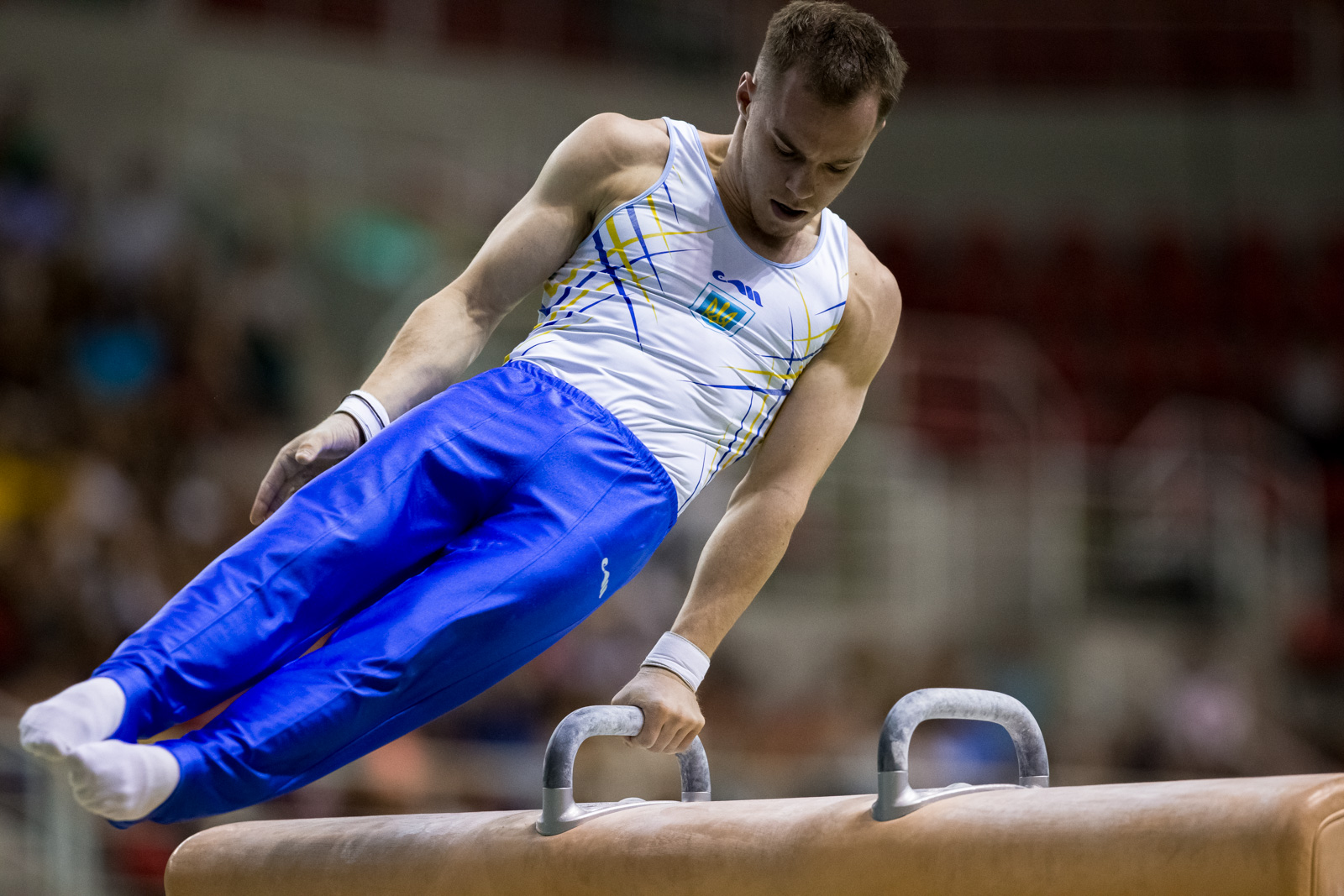
Верняев на Олимпийских играх 2016

В 2015 году стал первым украинским спортсменом, завоевавшим Кубок мира по спортивной гимнастике.
На Олимпийских играх 2016 в Рио-де-Жанейро принёс первое золото Украине, став лучшим в упражнении на брусьях.
23 апреля 2017 года Олег Верняев выиграл в многоборье, став лучшим на брусьях, и завоевал бронзовую медаль в опорном прыжке во время мужских соревнований на чемпионате Европы-2017 по спортивной гимнастике в румынском Клуже.
В июле 2021 года стало известно, что Верняев дисквалифицирован на 4 года за применение мельдония. Срок дисквалификации отсчитывается с ноября 2020 года. Из-за этого Верняев был вынужден пропустить Олимпийские игры в Токио.
Участник Олимпийских игр 2024 года в Париже.

## Награды
- Орден Данилы Галицкого (2013 год) — за достижения высоких спортивных результатов на XXVII Всемирной летней Универсиаде в Казани, проявленную самоотверженность и волю к победе, подъём международного авторитета Украины"[1].
- Орден «За заслуги» II степени (15 июля 2019) — за достижение высоких спортивных результатов на II Европейских играх у г.Минску (Республика Беларусь), проявленные самоотверженность и волю к победе[5].
- Орден «За заслуги» III степени (4 октября 2016 года) — за достижение высоких спортивных результатов на ХХХІ летних Олимпийских играх в Бразилии, проявленные самоотверженность и волю к победе[6].